# 余姚四贤
余姚四贤，或“余姚四贤仕”，“余姚四大乡贤”，“余姚四大贤”，指四位出生于浙江省余姚市（今浙江省宁波市余姚）的著名贤士。他们对中国哲学史、思想界产生了巨大持久的影响，并影响了日本的儒学和史学。

## 四贤
四位贤人是：
- 山高水长 - 严子陵[2]
  - 东汉著名隐士，汉光武帝刘秀的同学。汉光武帝请他帮助治理天下，辞不就。隐居在今杭州市富阳县富春江流域。今有著名的严子陵钓鱼台。严子陵是隐士文化、哲学的早期重要人物，对后世影响极大。严子陵之后历代著名人物如李白都寻访过他的归隐之处，毛泽东对严子陵也有很高评价。
- 真三不朽 - 王守仁[2]
  - 中国古代唯心主义哲学的集大成人物。是集思想家、哲学家、教育家、政治家、军事家、文学家、书法家、诗人为一身的全能大儒。所创阳明学，影响遍及中国、朝鲜半岛、日本、及东南亚。
- 胜国宾师 - 朱舜水[2]
  - 为明末清初思想家，因不忍故国以夷变夏、改朝换代，移居日本。他的学术极大影响了日本的儒学、史学。
- 名邦献遗 - 黄宗羲[2]
  - 明末清初思想家、哲学家、教育家、自然科学家和社会经济学家。被称为“中国思想启蒙之父”。

## 纪念
- 余姚四碑亭，位于今余姚市龙泉山上，为余姚市文物保护单位。